# Ярослав Левинський
Ярослав Левинський (чеськ. Jaroslav Levinský; нар. 11 лютого 1981) — колишній чеський тенісист.
Найвищу одиночну позицію світового рейтингу — 239 місце досяг 23 вересня 2002, парну — 24 місце — 16 липня 2007 року.
Здобув 5 парних титулів.
Найвищим досягненням на турнірах Великого шолома був фінал в змішаному парному розряді.

## Фінали турнірів Великого шолома

### Мікст: 1 (0–1)
| Результат | Рік  | Турнір                        | Покриття | Партнер           | Суперники              | Рахунок  |
| --------- | ---- | ----------------------------- | -------- | ----------------- | ---------------------- | -------- |
| Поразка   | 2010 | Відкритий чемпіонат Австралії | Тверде   | Катерина Макарова | Кара Блек Леандер Паес | 7–5, 6–3 |

## Фінали турнірів ATP за кар'єру

### Парний розряд: 15 (5–10)
| Легенда                                     |
| ------------------------------------------- |
| Турніри Великого шлема (0–0)                |
| Фінали Світового туру ATP (0–0)             |
| Серія Мастерс 1000 Світового Туру ATP (0–0) |
| Серія 500 Світового туру ATP (0–0)          |
| Серія 250 Світового туру ATP (5–10)         |

| Титули за покриттям |
| Тверде (0/2)        |
| Ґрунт (4/4)         |
| Трава (0/0)         |
| Килим (1/4)         |

| Результат | W/L | Дата     | Турнір                                                | Покриття   | Партнер          | Суперники                             | Рахунок               |
| --------- | --- | -------- | ----------------------------------------------------- | ---------- | ---------------- | ------------------------------------- | --------------------- |
| Перемога  | 1.  | Лип 2004 | Dutch Open, Амерсфорт, Нідерланди                     | Ґрунт      | Давід Шкох       | Хосе Акасусо Луїс Орна                | 6–0, 2–6, 7–5         |
| Поразка   | 1.  | Лип 2004 | Відкритий чемпіонат Хорватії з тенісу, Умаг, Хорватія | Ґрунт      | Давід Шкох       | Хосе Акасусо Флавіо Саретта           | 6–4, 2–6, 4–6         |
| Поразка   | 2.  | Жов 2004 | St. Petersburg Open, Санкт-Петербург, Росія           | Килим (i)  | Домінік Грбатий  | Арно Клеман Мікаель Льодра            | 3–6, 2–6              |
| Перемога  | 2.  | Лют 2006 | PBZ Zagreb Indoors, Загреб, Хорватія                  | Килим      | Міхал Мертиняк   | Давіде Сангінетті Андреас Сеппі       | 7–6(6), 6–1           |
| Поразка   | 3.  | Бер 2006 | Tennis Channel Open, Лас-Вегас, США                   | Тверде     | Роберт Ліндстедт | Боб Браян Майк Браян                  | 3–6, 2–6              |
| Перемога  | 3.  | Лип 2006 | Відкритий чемпіонат Хорватії з тенісу, Умаг, Хорватія | Ґрунт      | Давід Шкох       | Гільєрмо Гарсія-Лопес Альберт Портас  | 6–4, 6–4              |
| Поразка   | 4.  | Жов 2006 | Кубок Кремля, Москва, Росія                           | Килим (i)  | Франтішек Чермак | Фабріс Санторо Ненад Зімоньїч         | 1–6, 5–7              |
| Поразка   | 5.  | Жов 2006 | Grand Prix de Tennis de Lyon, Ліон, Франція           | Килим (i)  | Франтішек Чермак | Жульєн Беннето Арно Клеман            | 2–6, 7–6(7–3), [7–10] |
| Поразка   | 6.  | Лют 2007 | PBZ Zagreb Indoors, Загреб, Хорватія                  | Килим (i)  | Франтішек Чермак | Міхаель Кольманн Александер Васке     | 6–7(5–7), 6–4, [5–10] |
| Поразка   | 7.  | Кві 2007 | BMW Open, Мюнхен, Німеччина                           | Ґрунт      | Ян Гаєк          | Філіпп Кольшрайбер Михайло Южний      | 1–6, 4–6              |
| Поразка   | 8.  | Лип 2007 | Відкритий чемпіонат Хорватії з тенісу, Умаг, Хорватія | Ґрунт      | Давід Шкох       | Лукаш Длоуги Міхал Мертиняк           | 1–6, 1–6              |
| Перемога  | 4.  | Лип 2008 | Allianz Suisse Open Gstaad, Гштад, Швейцарія          | Ґрунт      | Філіп Полашек    | Штефан Волі Стен Вавринка             | 3–6, 6–2, [11–9]      |
| Перемога  | 5.  | Лип 2009 | Swedish Open, Бостад, Швеція                          | Ґрунт      | Філіп Полашек    | Роберт Ліндстедт Робін Содерлінг      | 1–6, 6–3, [10–7]      |
| Поразка   | 9.  | Сер 2009 | Allianz Suisse Open Gstaad, Гштад, Швейцарія          | Ґрунт      | Філіп Полашек    | Марко К'юдінеллі Міхаель Ламмер       | 4–6, 4–6              |
| Поразка   | 10. | Вер 2009 | BMW Malaysian Open, Куала-Лумпур, Малайзія            | Тверде (i) | Ігор Куніцин     | Маріуш Фирстенберг Марцін Матковський | 2–6, 1–6              |

## Фінали ATP Челленджер і ITF Ф'ючерс

### Одиночний розряд: 6 (1–5)
| Легенда              |
| -------------------- |
| ATP Челленджер (0–0) |
| ITF Ф'ючерс (1–5)    |

| Фінали за покриттям |
| ------------------- |
| Тверде (0–3)        |
| Ґрунт (1–2)         |
| Трава (0–0)         |
| Килим (0–0)         |

| Результат | В-П | Дата     | Турнір                      | Рівень  | Покриття | Суперник          | Рахунок            |
| --------- | --- | -------- | --------------------------- | ------- | -------- | ----------------- | ------------------ |
| Поразка   | 0–1 | Чер 2000 | Польща F2, Забже            | Ф'ючерс | Ґрунт    | Дік Норман        | 3–6, 6–7(2–7)      |
| Поразка   | 0–2 | Лис 2000 | В'єтнам F1, Хошимін         | Ф'ючерс | Тверде   | Айсам Куреші      | 6–3, 2–6, 3–6      |
| Перемога  | 1–2 | Січ 2001 | Індія F2, Колката           | Ф'ючерс | Ґрунт    | Мартін Шпоттль    | 7–6(7–3), 7–6(7–3) |
| Поразка   | 1–3 | Жов 2001 | Велика Британія F11, Лідс   | Ф'ючерс | Тверде   | Ловро Зовко       | 2–6, 1–6           |
| Поразка   | 1–4 | Січ 2002 | ОАЕ F1, Абу-Дабі            | Ф'ючерс | Тверде   | Деніс Ґремельмайр | без гри            |
| Поразка   | 1–5 | Тра 2002 | Велика Британія F3, Борнмут | Ф'ючерс | Ґрунт    | Рішар Гаске       | 3–6, 1–6           |

### Парний розряд: 42 (30–12)
| Легенда               |
| --------------------- |
| ATP Челленджер (23–9) |
| ITF Ф'ючерс (7–3)     |

| Фінали за покриттям |
| ------------------- |
| Тверде (18–3)       |
| Ґрунт (12–8)        |
| Трава (0–0)         |
| Килим (0–1)         |

| Результат | В-П   | Дата     | Турнір                          | Рівень     | Покриття | Партнер          | Суперники                                       | Рахунок                      |
| --------- | ----- | -------- | ------------------------------- | ---------- | -------- | ---------------- | ----------------------------------------------- | ---------------------------- |
| Поразка   | 0–1   | Чер 1999 | Польща F1, Краків               | Ф'ючерс    | Ґрунт    | Павел Шнобел     | Павел Курднач Енріке Абароа                     | 3–6, 1–6                     |
| Перемога  | 1–1   | Лип 2000 | Італія F8, Єзі                  | Ф'ючерс    | Ґрунт    | Міхал Навратіл   | Карло Санторо Елія Гроссі                       | 4–2, 4–1, 2–4, 4–1           |
| Перемога  | 2–1   | Жов 2000 | Узбекистан F3, Gulistan         | Ф'ючерс    | Тверде   | Браніслав Секач  | Гванеаль Гейт Себастьян Ламі                    | 3–6, 6–3, 6–2                |
| Поразка   | 2–2   | Лис 2000 | В'єтнам F1, Хошимін             | Ф'ючерс    | Тверде   | Міхал Навратіл   | Ешлі Фішер Айсам Куреші                         | 4–6, 4–6                     |
| Поразка   | 2–3   | Січ 2001 | Індія F2, Колката               | Ф'ючерс    | Ґрунт    | Міхал Навратіл   | Фазалуддін Сієд Дмитро Томашевич                | 6–7(6–8), 2–6                |
| Перемога  | 3–3   | Тра 2001 | Прага, Чехія                    | Челленджер | Ґрунт    | Міхал Навратіл   | Ноам Бер Енді Рам                               | 6–3, 6–1                     |
| Поразка   | 3–4   | Сер 2001 | Лінц, Австрія                   | Челленджер | Ґрунт    | Давід Шкох       | Тодд Перрі Александар Кітінов                   | 6–2, 3–6, 4–6                |
| Перемога  | 4–4   | Вер 2001 | Камник, Словенія                | Челленджер | Ґрунт    | Іґор Брукнер     | Вінченцо Сантопадре Сальвадор Наварро-Гутьєррес | 6–3, 1–6, 6–4                |
| Перемога  | 5–4   | Жов 2001 | Велика Британія F11, Лідс       | Ф'ючерс    | Тверде   | Ловро Зовко      | Джеймс Нелсон Саймон Діксон                     | 7–5, 6–4                     |
| Перемога  | 6–4   | Жов 2001 | Сеул, Південна Корея            | Челленджер | Тверде   | Франтішек Чермак | Їв Аллегро Марко К'юдінеллі                     | 5–7, 7–6(10–8), 6–3          |
| Перемога  | 7–4   | Гру 2001 | Бангкок, Таїланд                | Челленджер | Тверде   | Айсам Куреші     | Джеймон Крабб Петер Лучак                       | 6–3, 6–7(5–7), 7–6(7–5)      |
| Поразка   | 7–5   | Лют 2002 | Белград, Югославія              | Челленджер | Килим    | Томаш Зіб        | Душан Вемич Ловро Зовко                         | без гри                      |
| Перемога  | 8–5   | Тра 2002 | Велика Британія F3, Борнмут     | Ф'ючерс    | Ґрунт    | Міхал Навратіл   | Лі Чайлдс Марк Гілтон                           | 6–0, 6–2                     |
| Поразка   | 8–6   | Тра 2002 | Прага, Чехія                    | Челленджер | Ґрунт    | Давід Шкох       | Франтішек Чермак Ота Фукарек                    | 4–6, 3–6                     |
| Перемога  | 9–6   | Тра 2002 | Будапешт, Угорщина              | Челленджер | Ґрунт    | Кароль Бек       | Себастьян Прієто Маріано Худ                    | 3–6, 6–4, 6–1                |
| Перемога  | 10–6  | Сер 2002 | Санкт-Петербург, Росія          | Челленджер | Ґрунт    | Франтішек Чермак | Артем Дерепаско Орест Терещук                   | 6–3, 6–2                     |
| Перемога  | 11–6  | Вер 2002 | Баня-Лука, Боснія і Герцеговина | Челленджер | Ґрунт    | Юрій Щукін       | Хуан Пабло Гусман Даніель Оршанік               | 7–6(7–5), 7–5                |
| Поразка   | 11–7  | Лис 2002 | Реюньйон, Реюньйон              | Челленджер | Тверде   | Марко К'юдінеллі | Федеріко Бровне Джонатан Ерліх                  | 1–6, 6–4, 3–6                |
| Перемога  | 12–7  | Лис 2002 | Prague II, Чехія                | Челленджер | Тверде   | Кароль Бек       | Ловро Зовко Александар Кітінов                  | 7–5, 6–2                     |
| Перемога  | 13–7  | Бер 2003 | Сараєво, Боснія і Герцеговина   | Челленджер | Тверде   | Томаш Бердих     | Юган Ландсберг Сімон Аспелін                    | 1–6, 7–6(8–6), 6–4           |
| Перемога  | 14–7  | Кві 2003 | Узбекистан F1, Карші            | Ф'ючерс    | Тверде   | Петр Дезорт      | Михайло Єлгін Дмитро Власов                     | 7–5, 6–2                     |
| Перемога  | 15–7  | Кві 2003 | Узбекистан F2, Gulistan         | Ф'ючерс    | Тверде   | Петр Дезорт      | Сергій Стаховський Їржі Венцль                  | 6–2, 6–2                     |
| Перемога  | 16–7  | Чер 2003 | Простейов, Чехія                | Челленджер | Ґрунт    | Давід Шкох       | Рубен Рамірес Ідальго Серхіо Ройтман            | 6–2, 6–2                     |
| Поразка   | 16–8  | Вер 2003 | Щецин, Польща                   | Челленджер | Ґрунт    | Давід Шкох       | Маріуш Фирстенберг Марцін Матковський           | 1–6, 5–7                     |
| Перемога  | 17–8  | Січ 2004 | ОАЕ F1, Дубай                   | Ф'ючерс    | Тверде   | Іво Клець        | Жюльєн Жанп'єр Едуар Роже-Васслен               | 6–4, 7–5                     |
| Перемога  | 18–8  | Бер 2004 | Рексем, Велика Британія         | Челленджер | Тверде   | Александер Васке | Марк Гілтон Джонатан Маррей                     | 7–5, 7–6(7–1)                |
| Перемога  | 19–8  | Бер 2004 | Сараєво, Боснія і Герцеговина   | Челленджер | Тверде   | Александер Васке | Юган Ландсберг Тумас Кетола                     | 6–4, 6–1                     |
| Поразка   | 19–9  | Кві 2004 | Барлетта, Італія                | Челленджер | Ґрунт    | Давід Шкох       | Фернандо Вісенте Марк Лопес Таррес              | 6–7(6–8), 6–4, 4–6           |
| Перемога  | 20–9  | Тра 2004 | Загреб, Хорватія                | Челленджер | Ґрунт    | Кароль Бек       | Джордан Керр Том Ванхудт                        | 6–2, 7–6(7–4)                |
| Перемога  | 21–9  | Чер 2004 | Простейов, Чехія                | Челленджер | Ґрунт    | Домінік Грбатий  | Тріпп Філліпс Тревіс Перротт                    | 6–4, 6–4                     |
| Поразка   | 21–10 | Чер 2004 | Брауншвейг, Німеччина           | Челленджер | Ґрунт    | Давід Шкох       | Еміліо Бенфеле Альварес Томас Беренд            | 2–6, 7–6(7–3), 6–7(10–12)    |
| Перемога  | 22–10 | Лис 2004 | PEOPLEnet CUP, Україна          | Челленджер | Тверде   | Кароль Бек       | Андрей Павел Габріель Тріфу                     | 6–7(4–7), 7–6(7–4), 7–6(7–2) |
| Перемога  | 23–10 | Чер 2006 | Простейов, Чехія                | Челленджер | Ґрунт    | Франтішек Чермак | Міхал Табара Ян Машик                           | 6–3, 6–2                     |
| Перемога  | 24–10 | Лис 2007 | Братислава, Словаччина          | Челленджер | Тверде   | Томаш Цибулець   | Кріс Гаггард Міша Зверєв                        | 6–4, 2–6, [10–8]             |
| Перемога  | 25–10 | Кві 2008 | Неаполь, Італія                 | Челленджер | Ґрунт    | Томаш Цибулець   | Фред Жіл Луїс Орна                              | 6–1, 6–3                     |
| Поразка   | 25–11 | Лип 2008 | Турин, Італія                   | Челленджер | Ґрунт    | Томаш Цибулець   | Фред Жіл Карлос Берлок                          | 4–6, 3–6                     |
| Поразка   | 25–12 | Сер 2008 | Сеговія, Іспанія                | Челленджер | Тверде   | Філіп Полашек    | Росс Гатчінс Джим Томас                         | 6–7(3–7), 6–3, [8–10]        |
| Перемога  | 26–12 | Лют 2009 | Гайльбронн, Німеччина           | Челленджер | Тверде   | Кароль Бек       | Бенедікт Дорш Філіпп Пецшнер                    | 6–3, 6–2                     |
| Перемога  | 27–12 | Бер 2009 | Безансон, Франція               | Челленджер | Тверде   | Кароль Бек       | Давід Шкох Ігор Зеленай                         | 2–6, 7–5, [10–7]             |
| Перемога  | 28–12 | Бер 2009 | Бергамо, Італія                 | Челленджер | Тверде   | Кароль Бек       | Павел Візнер Кріс Гаггард                       | 7–6(8–6), 6–4                |
| Перемога  | 29–12 | Тра 2009 | Родос, Греція                   | Челленджер | Тверде   | Кароль Бек       | Боббі Рейнольдс Ражів Рам                       | 6–3, 6–3                     |
| Перемога  | 30–12 | Лип 2009 | Пособланко, Іспанія             | Челленджер | Тверде   | Кароль Бек       | Кен Скупскі Колін Флемінг                       | 2–6, 7–6(7–5), [10–7]        |

## Досягнення
| W | Ф | ПФ | ЧФ | #Р | КТ | К# | DNQ | A | NH |

### Парний розряд
| Турніри Великого шлему                 |     |     |     |     |     |     |     |                  |                  |                  |                  |                  |                  |        |       |     |
| Відкритий чемпіонат Австралії з тенісу |     |     |     | 1р  | 1р  | 3р  | 1р  |                  | 1р               |                  |                  |                  |                  | 0 / 5  | 2–5   | 29% |
| Відкритий чемпіонат Франції з тенісу   |     |     | 1р  | 2р  | 1р  | 1р  | 1р  | 3р               |                  |                  |                  | 1р               | 1р               | 0 / 8  | 3–8   | 27% |
| Вімблдонський турнір                   | 1р  |     | 1р  | 3р  | 1р  | 3р  | 1р  | 1р               |                  |                  |                  | 1р               | 2р               | 0 / 9  | 5–9   | 36% |
| Відкритий чемпіонат США з тенісу       | 2р  |     | 2р  | 2р  | 2р  | 1р  | 1р  | 3р               |                  |                  |                  | 2р               | 1р               | 0 / 9  | 7–9   | 44% |
| В-П                                    | 1–2 | 0–0 | 1–3 | 4–4 | 1–4 | 4–4 | 0–4 | 4–3              | 0–1              | 0–0              | 0–0              | 1–3              | 1-3              | 0 / 31 | 17–31 | 35% |
| Тур ATP Мастерс 1000                   |     |     |     |     |     |     |     |                  |                  |                  |                  |                  |                  |        |       |     |
| Indian Wells Open                      |     |     |     | 1р  | 2р  | 1р  |     |                  |                  |                  |                  |                  |                  | 0 / 3  | 1–3   | 25% |
| Відкритий чемпіонат Маямі з тенісу     |     |     |     |     | 2р  | 2р  |     |                  |                  |                  |                  |                  |                  | 0 / 2  | 2–2   | 50% |
| Мастерс Монте-Карло                    |     |     |     |     | 1р  | 1р  |     |                  |                  |                  |                  |                  |                  | 0 / 2  | 0–2   | 0%  |
| Гамбург Masters                        |     |     |     | 2р  | 1р  | 1р  |     | Не серія Мастерс | Не серія Мастерс | Не серія Мастерс | Не серія Мастерс | Не серія Мастерс | Не серія Мастерс | 0 / 3  | 1–3   | 25% |
| Мастерс Рим                            |     |     |     |     |     | 2р  |     |                  |                  |                  |                  |                  |                  | 0 / 1  | 1–1   | 50% |
| Мастерс Канада                         |     |     |     |     | 2р  |     |     |                  |                  |                  |                  |                  |                  | 0 / 1  | 1–1   | 50% |
| Мастерс Цинциннаті                     |     |     |     |     | 1р  |     |     |                  |                  |                  |                  |                  |                  | 0 / 1  | 0–1   | 0%  |
| Мастерс Париж                          |     |     |     |     | 1р  |     |     | 1р               |                  |                  |                  |                  |                  | 0 / 2  | 0–2   | 0%  |
| В-П                                    | 0–0 | 0–0 | 0–0 | 1–2 | 3–7 | 2–5 | 0–0 | 0–1              | 0–0              | 0–0              | 0–0              | 0–0              | 0-0              | 0 / 15 | 6–15  | 29% |

### Мікст
| Турніри Великого шлему                 |     |     |     |     |     |     |     |     |     |     |       |     |     |
| Відкритий чемпіонат Австралії з тенісу |     |     |     |     |     | Ф   |     |     |     |     | 0 / 1 | 4–1 | 80% |
| Відкритий чемпіонат Франції з тенісу   |     |     |     |     |     |     |     |     |     |     | 0 / 0 | 0–0 | –   |
| Вімблдонський турнір                   | 2р  | 1р  | 2р  |     |     |     |     |     | 1р  | 2р  | 0 / 5 | 3–5 | 38% |
| Відкритий чемпіонат США з тенісу       |     |     |     |     |     |     |     |     |     | 1р  | 0 / 1 | 0–1 | 0%  |
| В-П                                    | 1–1 | 0–1 | 1–1 | 0–0 | 0–0 | 4–1 | 0–0 | 0–0 | 0–1 | 1–2 | 0 / 7 | 7–7 | 50% |